# نبيه وصالح
نبيه وصالح مسلسل من إنتاج مؤسسة الإنتاج البرامجي المشترك لدول الخليج العربي العربي تم الدوبلاج في المؤسسة العامة للمسرح والسينما في الجمهورية العراقية مسلسل جميل في كل حلقة مغامرة تقريباً وفي الحلقة الواحدة أكثر من مغامرة وأيضاً هذا المسلسل يحتوي على أغاني جميلة مثل تلك الأغاني التي نستمع إليها في قصص عالمية ومسلسل سنان ومسلسل بسمة وعبدوو كما هي عادة المؤسسة العامة للمسرح والعاملين فيهاو المسلسل مقتبس عن مسلسل كرتوني أمريكي مؤلف من 78 حلقة واسمه Beany and Cecil 

## روابط خارجية
- نبيه وصالح على موقع IMDb (الإنجليزية)
- نبيه وصالح على موقع الموسوعة البريطانية (الإنجليزية)